# Société d'art municipal de New York
La société d'art municipal de New York (Municipal Art Society of New York - MAS), fondée en 1893, est une organisation à but non lucratif qui protège les espaces hérités de New York, encourage une planification et une conception urbaine réfléchies, et plaide pour des quartiers inclusifs dans les cinq arrondissements.

## Histoire
La société d'art municipal de New York a été créé le 22 mars 1893 par Richard Morris Hunt, avec d'autres militants qui voulaient « embellir New York avec de l'art public »,. Au cours de ses années d'existence, cette mission s'est étendue aux espaces publics, aux bâtiments de la ville et à la possibilité pour les New-Yorkais de s'exprimer sur les questions qui les concernent. L'organisation a lancé sa première grande campagne pour embellir New York en 1902, appelée le mouvement « Block Beautiful », et a soutenu ou dirigé d'autres mouvements depuis lors. Le zonage, le logement public, les visites à pied, la conception et la préservation ne sont quelques-uns des programmes que la MAS a mis en place.
Dans les années 1950, de nombreux bâtiments de Manhattan ont été perdus en raison du réaménagement de la ville, et la mission du MAS a été élargie pour inclure la préservation historique. En 1956, la Société a fait pression pour l'adoption de la loi Bard, qui a permis aux villes de prendre en compte l'esthétique, l'histoire et les associations culturelles dans les lois de zonage. Cette loi, nommée d'après Albert S. Bard (en), membre du conseil d'administration de la MAS et avocat en chef, a fourni une base juridique à la loi sur les monuments historiques de la ville de New York, promulguée en 1965.
En 1965, l'indignation publique suscitée par la destruction de Pennsylvania Station et du manoir de Brokaw a contribué à alimenter la mission de préservation de la Société. Avec des groupes aux vues similaires, ils ont finalement réussi à mettre en place la Commission de conservation des monuments de la ville de New York, et la Loi sur les monuments historiques de New York,.
En 2001, après la disparition de Trans World Airlines, le TWA Flight Center original, achevé en 1962 et conçu par Eero Saarinen, est abandonné. Durant cette période, la MAS a réussi en 2003 à faire inscrire l'installation sur la liste des 11 lieux les plus menacés du National Trust for Historic Preservation,.

## Urban Center
La MAS gère l'Urban Center, une galerie sur Madison Avenue,,. La galerie, fondée en 1980, sert à promouvoir les domaines de l'urbanisme et du design urbain à New York, et est également le site des ateliers de développement communautaire, des séminaires, des conférences et d'autres programmes éducatifs de la MAS,. 
Le centre urbain était situé dans les Villard Houses (en) de 1980 à 2010, puis a déménagé dans la 57e rue ouest.

## Projets récents
- Accidental Skyline[16].
- Programme « Quartiers vivants » (Livable Neighborhoods Program)[17].
- Propriétés appartenant à la ville et louées[18].
- Adopt-A-Monument & Adopt-A-Mural[19].